# Pedagogija obespravljenih
Pedagogija obespravljenih (port. Pedagogia do Oprimido, eng. Pedagogy of the Oppressed knjiga je brazilskog nastavnika Paula Freire kojom predlaže pedagogiju s novom vezom između učitelja, studenta i društva. Prvi put je objavljena na portugalskom jeziku 1968. godine, a na engleski ju je prevela Myra Ramos i objavila 1970. godine. Knjiga se smatra jednom od temeljnih tekstova o kritičkoj pedagogiji.
Posvećena „potlačenim” (oprimido) te temeljena na osobnim iskustvima pomaganju brazilskim odraslima u učenju čitanja i pisanja, Freire uključuje detaljnu analizu marksističke klase u istraživanju poveznice između „kolonizatora” i „koloniziranih”.
U knjizi Freire naziva tradicionalnu pedagogiju „bankarskim modelom obrazovanja” jer se student tretira kao prazna posuda koja se treba ispuniti znanjima, poput kasice prasice. Međutim, on tvrdi da pedagogija smatra učenika kao suvlasnika znanja.
Knjiga je prodana u više od 750 000 primjeraka širom svijeta.

## Sažetak
Prevedena na više jezika, većina izdanja knjige Pedagogy of the Oppressed sadrži barem jednu uvodnu riječ/prolog, predgovor i četiri poglavlja.
Prvo poglavlje ispituje kako se potlačivanje opravdava i kako se reproducira kroz zajednički proces između „tlačitelja” i „tlačenih” (engl. Oppressors–oppressed distinction). Proučavajući kako moć između kolonizatora i koloniziranih ostaje relativno uravnotežena, Freire priznaje da se slabiji u društvu mogu bojati slobode. Piše, „Sloboda se dobiva osvajanjem, a ne poklanjanjem. Mora ju se tražiti konstantno i odgovorno. Sloboda nije ideal se nalazi izvan čovjeka; niti je idea koja potaje mit. Ona je više neophodan uvjet za potragu za čovjekovim završetkom.” Prema Freiru, sloboda je rezultat praksisa - informirane radnje - onda kada je ostvarena ravnoteža između teorije i prakse.
Drugo poglavlje preispituje „bankarski” pristup obrazovanju - metafora koju je Freire koristio koja govori kako se studenti smatraju praznim bankovnim računima koji bi trebali ostati otvoreni za uplate koje vrše učitelji. Freire odbija takav „bankarski” pristup, tvrdeći da rezultira dehumanizacijom i studenata i učitelja. Kao dodatak tome, tvrdi da bankarski pristup stimulira tiranske stavove i običaje u društvu. Umjesto toga, Freire zagovara posrednički, zajednički pristup obrazovanju koji ohrabruje sustvaranje znanja. Prema Freirei, takav „autentičan” pristup obrazovanju mora omogućiti ljudima postati svjesni(ji)ma svoje nepotpunjenosti i težiti biti potpunijom osobom. Taj pristup korištenja obrazovanja kao način za svjesnim oblikovanjem osobe i društva zove se kritička svijest, izraz koji je skovao sam Freira.
U trećeđ se poglavlju raspravlja se ideju koja tvrdi da „pričanjem istinite riječi znači transformirati svijet”. Freire je razvio upotrebu termina ograničena situacija u odnosu na dimenzije ljudskog praksisa. To je u skladu s uporabom riječi/ideja koju je koristio Álvaro Vieira Pinto u svojem radu „Consciência e Realidade Nacional”, koji je Freire tvrdi „koristi koncpet bez pesimističnog lika kojeg možemo naći u Jaspersu” (bilj. 15, pogl. 3), u referenci prema pojmu Karla Jaspersa u vezi s Grenzsituationen.
Posljednje poglavlje predlaže dijalogiku kao instument za oslobođenje koloniziranih, kroz suradnju, jedinstvo, organizacije i kulturne sinteze (prelaženje preko problema u društvu u svrhu oslobođivanja ljudskih bića). To je suprotno antidijalogici, koja koristi osvajanje, manipulaciju, kulturnu invaziju te koncept podijeli pa vladaj. Freire sugerira da je populistički dijalog nužan za revoluciju; da ometani dijalog dehumanizira i podržava status quo. To je tek jedan od primjera dihotomija koje Freire identificira u knjizi; ostali uključuju dihotomoiju između učenika i učitelja te kolonizatora i koloniziranih.

## Rasprostranjenost
Od objavljivanja engleskog izdanja 1970. godine, Pedagogija obespravljenih je uvelike prihvaćena američkim programima obručavanja učitelja. U istraživanju provedeno 2003. godine David Steiner i Susan Rozen ustvrđeno je Pedagogija obespravljenih često namijenjena vrhunskim školama.

## Utjecaj
Na djelo su veliki utjecaj imali Frantz Fanon i Karl Marx. Jedna od Freireovih izjava je da „ne postoji, niti je ikada postojala, obrazovna praksa u nultom prostoru - neutralnom u smislu posvećenosti pretežno apstraktnim, nematerijalnim idejama.”
Donaldo Macedo, bivši Freireov kolega i profesor na bostonskom sveučilištu Massachusetts Institute of Technology, naziva Pedagogiju obespravljenih revolucionarnim uratkom, tvrdeći da ljudi u totalitarnim državama riskiraju kaznu čitajući ju. Prilikom južnoafričke borbe protiv Apartheida, ad-hoc primjerci Pedagogije obespravljenih bili su dijeljeni u tajnosti kao dio „ideološkog oružja” raznih revolucionarnih skupina kao što je Black Consciousness Movement. U 70-ima i 80-ima prošlog stoljeća knjiga je bila zabranjena i čuvana tajnom.

## Prihvaćenost
U svom članku za njujorški list City Journal, Sol Stern tvrdi da Pedagogija obespravljenih tradicionalne zapadnjačke obrazovne strukture (npr. Rousseau, John Dewey, ili Maria Montessori) i ne sadrži praktički sve informacije koje se obično nalaze u tradicionalnom nastavničkom obrazovanju (npr. nema diskusije kurikula, ispitivanja, ili učenja primjerena dobi). Upravo suprotno, Freire odbija tradicionalno obrazovanje kao „službeno znanje” kojem je cilj tlačiti.
Stern također tvrdi da nasljednici Freireovih ideja podrazumjevaju da budući da je obrazovanje političko, „ljevičarski učitelji matematike koji brinu o potlačenima imaju pravo, zapravo dužnost, koristiti pedagogiju koju, u Freireovim riječima 'ne skriva - već zapravo, zagovara - svoj vlastiti politički karakter.'”